# サーブ・92
サーブ・92はスウェーデンの航空機メーカー・サーブの自動車部門（現サーブ・オートモービル）が1949年から1956年まで製造した、同社最初の市販乗用車である。2サイクルエンジン・前輪駆動方式、そしてシクステン・セゾンによる、航空機設計技術を駆使した極めて空力的な車体デザインを特徴とした。　92の基本設計はその後も発展型の93・96へと受け継がれ、96が生産中止となる1980年まで続いた。

## 概要
エンジンはDKWに範を取った水冷2サイクル2気筒764ccで、横置きにレイアウトされて25馬力を発揮、車体の空力特性にも助けられ最高速度は105km/hに達した。アクセルOFF時のエンジンオイル燃焼・潤滑不足に対処するためフリーホイール機構が備わっていた。マニュアルトランスミッションは3速で、ローギアはノンシンクロであった。サスペンションはトーションバー式の四輪独立懸架が採用された。
初期の92は全て濃いグリーンに塗られていたが、これは第二次世界大戦向けに生産した戦闘機用の塗料が余っていたためであったと言われている。

## モデルの変遷
最初のプロトタイプ「92001」は1946年に完成、続いて「92002」が1947年に試作され、生産は1949年12月12日にようやく開始された。生産立ち上がりはスローで、1950年末までには700台しか生産されなかったが、後述のラリーでの活躍などから次第に需要が高まり、1955年には初めてイギリスにも輸出されるなど販路も拡大した。
1951年型では計器類が米国製からドイツのVDO製に変更された。1953年には92Bに発展した。リアウインドーが拡大され、トランクスペースも拡大されてリッドが設けられた。塗色も緑以外にグレー・ブルーグレー・黒が追加された。1954年にはソレックス製の新しいキャブレターと点火コイルによって最高出力が28馬力となり、ヘッドライトが米国製からドイツのヘラー製となった。更に、マルーンの車体色やキャンバストップも選択可能となった。1955年には四角いテールライトが四角に改められ、電気式燃料ポンプとモスグリーンの新塗色が与えられた。
後継モデルのサーブ・93は1955年12月に発表されたが、92は1956年の終わり頃まで、新たにグレーグリーンとベージュ色も追加されて並行生産された。92の生産台数は20,128台であった。

## モータースポーツでの活躍
発売2週間後、サーブのヘッドエンジニアのロルフ・メルデは92でスウェディッシュ・ラリーに出場し、クラス2位の成績を挙げた。1952年のラリー・モンテカルロではグレタ・モランデルが35馬力にチューンされた92で'Coupe des Dames(女性ドライバー賞)' を獲得した。

## 日本への輸出
1950年代、外車輸入規制が一時的に緩んだ時期に数台が日本へも輸入された。自動車評論家の五十嵐平達は1950年代末にその一台を中古で入手し、しばらく愛用した。なお、五十嵐が車両選定を助言したトヨタ博物館にも一台が収蔵されている。